# فرانكلين كاستيانوس
فرانكلين كاستيانوس (بالإسبانية: Franklin Castellanos)‏ (6 أكتوبر 1990 بسيغواتبيكي في هندوراس - ) هو لاعب كرة قدم هندوراسي في مركز الوسط. لعب مع نيو يورك ريد بولز 2 وNew York Red Bulls U-23 ‏.

## وصلات خارجية
- فرانكلين كاستيانوس على موقع الدوري الأمريكي (الإنجليزية)
- فرانكلين كاستيانوس على موقع قاعدة بيانات كرة القدم.إي يو (الإنجليزية)